# Uljana Nigmatullina
Uljana Nikolajevna Nigmatullina, född Kajsjeva (ryska: Ульяна Николаевна Кайшева), född 8 mars 1994 i Mozjga i Udmurtien, är en rysk skidskytt som tävlar i världscupen. Hon är fyrfaldig junior-VM-mästare som vinnare av distansloppet, sprintloppet och jaktstartsloppet samt stafetten vid JVM 2013 i Obertilliach. Den 10 januari 2021 tog hon sin första pallplats och seger i världscupen när hon åkte den första sträckan för det ryska lag som vann mixstafetten i Oberhof.
Nigmatullina deltog även vid olympiska vinterspelen 2018 i Pyeongchang som tävlande för OAR.

## Resultat

### Pallplatser i världscupen

#### Lag
| Säsong  | Datum           | Plats   | Disciplin  | Placering | Lagkamrat(er)                |
| ------- | --------------- | ------- | ---------- | --------- | ---------------------------- |
| 2020/21 | 10 januari 2021 | Oberhof | Mixstafett | 1:a       | Mironova / Loginov / Latypov |
| 2020/21 | 24 januari 2021 | Antholz | Stafett    | 1:a       | Pavlova / Akimova / Mironova |

### Olympiska spel
| Tävling          | Distans | Sprint | Jaktstart | Masstart | Stafett | Mixstafett |
| ---------------- | ------- | ------ | --------- | -------- | ------- | ---------- |
| Pyeongchang 2018 | 24:e    | 33:e   | 52:a      | —        | –       | 9:e        |
| Peking 2022      | 78:e    | 13:e   | 11:e      | —        | Silver  | Brons      |

### Världsmästerskap
| Tävling        | Distans | Sprint | Jaktstart | Masstart | Stafett | Mixstafett | Singelmix |
| -------------- | ------- | ------ | --------- | -------- | ------- | ---------- | --------- |
| Östersund 2019 | 60:e    | —      | —         | —        | 5:e     | —          | —         |
| Pokljuka 2021  | 24:e    | 36:e   | 29:e      | —        | 11:e    | 9:e        | —         |